# 萬楚特縣

50°4′N 22°14′E / 50.067°N 22.233°E
萬楚特縣（波蘭語：Powiat łańcucki），是波蘭的縣份，位於該國南部，由喀爾巴阡山省負責管轄，首府設於萬楚特，面積452平方公里，2006年人口77,710，人口密度每平方公里170人。